# 成德帝姬
成德帝姬（1107年—？）， 宋徽宗第十三女，生母顯肅皇后。初封昌福公主。
成德帝姬初嫁向子房，靖康之变后北上。靖康之变时21岁，《靖康皇族陷虏记》未记载其下落。

## 关联
- 帝姬